# NGC 4844
NGC 4844 is een ster in het sterrenbeeld Maagd. De ster werd op 19 april 1882 ontdekt door de Duitse astronoom Ernst Wilhelm Leberecht Tempel.